# Đạp xe

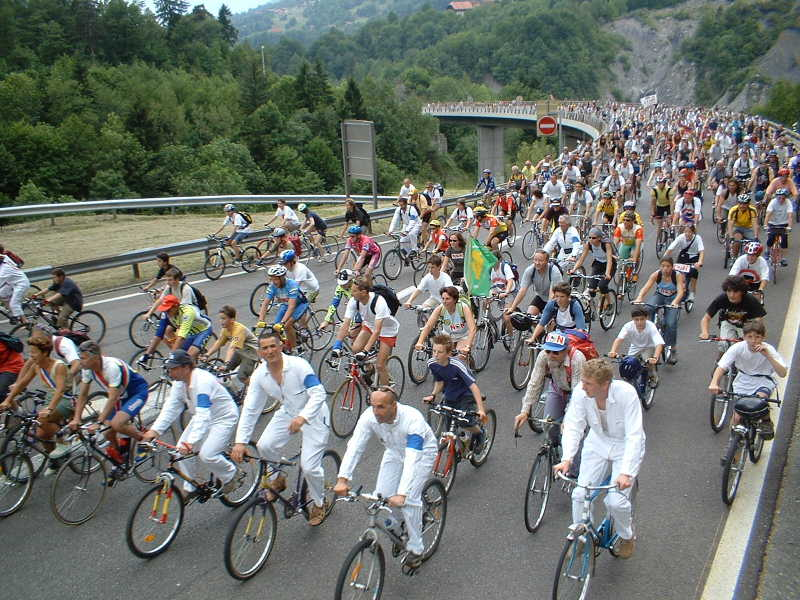
Những người biểu tình đạp xe ở Chamonix năm 2003.

Đạp xe đạp là việc sử dụng xe đạp cho mục đích vận chuyển, giải trí hay thể thao. Ngoài loại xe hai bánh thông thường, đạp xe đạp cũng bao gồm cả việc sử dụng xe đạp một bánh, xe đạp ba bánh, xe đạp bốn bánh và nhiều loại phương tiện di chuyển dùng sức người khác.
Xe đạp được giới thiệu vào thế kỷ thứ 19 và hiện nay số lượng xe đạp trên thế giới đã lên đến con số một tỉ. Xe đạp là loại hình phương tiện di chuyển chính ở nhiều khu vực.
Đạp xe đạp là phương thức di chuyển hiệu quả cho những chặng đường ngắn đến trung bình. Xe đạp mang lại nhiều lợi ích so với các phương tiện cơ giới khác, đạp xe đạp là một bài tập tăng cường thể lực tốt, ít gây tổn hại đến môi trường, giảm ùn tắc giao thông và ít có khả năng gây tử vong khi tham gia giao thông, cơ động và dễ di chuyển trên các cung đường. Lợi thế của đạp xe đạp là ít tốn chi phí tài chính hơn. Bất lợi của đạp xe đạp bao gồm khả năng bảo vệ kém hơn trong các cuộc va chạm, đặc biệt là với phương tiện xe có động cơ, tốt nhiều thời gian di chuyển, di chuyển khó khăn trong điều kiện thời tiết xấu hay trong việc vận chuyển hành khách, ngoài ra đạp xe đạp còn đòi hỏi kĩ năng và thể lực tốt.